# Dirk Hellmann
Dirk Hellmann (* 31. August 1966) ist ein ehemaliger deutscher Fußballtorwart. 

## Karriere
Dirk Hellmann begann seine Karriere beim SC Herford und stand ab 1984 für Arminia Bielefeld unter Vertrag. Das Team der Arminia spielte in der Bundesliga und Hellmann war einer von vier Torhütern, die im Saisonverlauf 1984/85 zum Einsatz kamen. Neben Stammkraft Wolfgang Kneib waren das Rainer Wilk und Michael Richter. Hellmann war der jüngste der vier und absolvierte ein Spiel, es war der 17. Spieltag als Trainer Gerd Roggensack ihn über 90 Minuten gegen Bayer Uerdingen zum Einsatz brachte. Bielefeld belegte den drittletzten Platz in der Abschlusstabelle, im anschließenden Relegationsspiel setzte sich der 1. FC Saarbrücken durch, so dass Bielefeld abstieg. Bis 1988 absolvierte Hellmann sieben Spiele in der 2. Bundesliga, bevor Bielefeld in die Drittklassigkeit abstieg. Hellmann wechselte 1991 zum TuS Paderborn-Neuhaus.